# Banc de Reus
El Banc de Reus va ser una entitat bancària creada a Reus el 1862, que va operar fins al 1931, quan va fer fallida el Banc de Catalunya, de qui s'havia convertit en filial. La seva liquidació definitiva es va produir el 1942.

## Història

### Inicis
El canvi de situació econòmica es va iniciar en el decenni de 1830-40 amb la desamortització de Mendizábal, que va permetre l'arribada de la indústria moderna al país i va crear la necessitat de finançament per a les noves iniciatives. Fruit d'això, el primer banc a néixer a Catalunya va ser el Banc de Barcelona, fundat el 1844. L'èxit va ser tan gran que no gaire temps més tard obrien sucursals a Reus; el 1846, a Tarragona i a Palma, però la falta de moviment de la sucursal reusenca va provocar que es tanqués el 1848. Reus es va quedar amb una sola oficina bancària, la del Banc Hipotecari Espanyol de Crèdit. Els comerciants i industrials reusencs van veure la necessitat de tenir un banc propi.
L'origen del Banc de Reus ve de les fortunes acumulades en el comerç i la indústria reusenca, que a mitjan segle xix havia començat a fer un canvi des de l'exportació d'aiguardents, primer negoci comercial del segle xviii, com ara Tomàs Abelló, fins a l'aparició de les fàbriques tèxtils (La Fabril Algodonera amb sis-cents treballadors, fundada per Macià Vila, o la Canals, Pàmies, Huguet i Cia., amb quatre-cents, per exemple) i a la constitució d'empreses com el Gas Reusense, el 1864 de la que alguns d'aquests industrials i comerciants en seran fundadors i accionistes.
La industrialització reusenca va fer néixer projectes com la Companyia de Ferrocarril de Lleida a Reus i Tarragona, davant la necessitat d'exportar els productes fabricats. Es feia evident la necessitat d'un banc que permetés el crèdit i la gestió econòmica. El Banc fou legalment possible gràcies a la promulgació de la llei bancària de 1856 que permetia la creació de bancs locals d'emissió de bitllets.

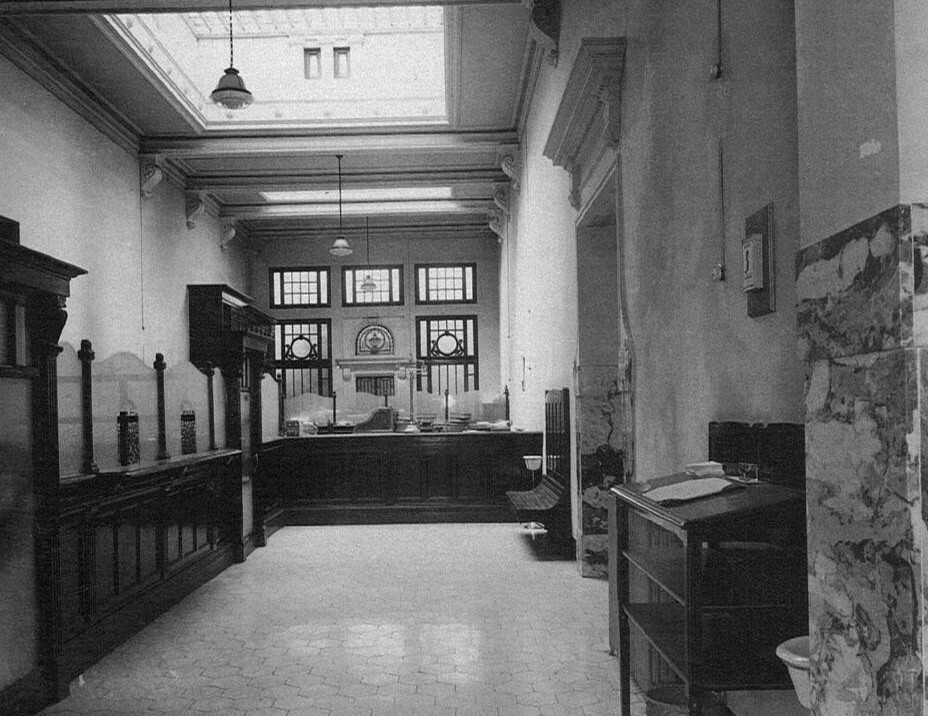
Interior del banc de Reus el 1928

### Desenvolupament
Les primeres gestions dels impulsors locals per crear una entitat bancària van començar el desembre de 1861 en una reunió a l'Ajuntament, ja que les autoritats municipals recolzaven l'interès de la gent que proposava el projecte. El nom de la nova entitat bancària havia de ser «Caja reusense», però el gener de 1862, una nova comissió formada pels que després serien els principals accionistes, proposen que l'entitat es digués «Banc de Reus», tot i l'oposició d'algunes personalitats, com Bernat Torroja, que defensava les caixes d'estalvis. La comissió estava formada per Pere Òdena, Macià Vila, Josep Maria Pàmies, Antoni Llorens i Joan Grau Company. Els fundadors del Banc van ser els membres de la comissió i a més Tomàs Lletget Cailà, Josep Montaner i Tomàs Grau. A partir de la posada en venda de les accions, tot i el bon acolliment popular que sembla que va tenir la iniciativa, els títols del nou banc van anar a parar bàsicament a mans de comerciants i industrials.
Emparat per la llei, el Banc de Reus va tenir una primera època com a banc emissor, i segons el reglament, podia emetre bitllets de 5 a 200 duros. Però l'autorització va ser per bitllets entre 100 i 4.000 rals, bitllets que va emetre fins a final de 1873. Les carlinades i sobretot el cop de Pavía el 1874, van portar crisi econòmica a Catalunya i inestabilitat al banc reusenc. A més, un decret de la República el mateix 1874 autoritzava només un únic banc emissor de bitllets a tot l'estat, el Banc d'Espanya. La Junta d'accionistes va demanar convertir el Banc en una societat de crèdit sota la denominació de «Banco de Reus de Descuentos y Préstamos». Va constituir-se el nou banc a final de 1874, amb la mateixa junta de govern i la mateixa comissió permanent, i amb la majoria d'accionistes de l'època anterior. La situació és bona i el 1880 s'amplia capital. Però el 1882, una crisi financera europea que no es va resoldre bé a l'estat espanyol va portar a una caiguda de les accions a Barcelona i a Reus, que no es va recuperar fins al cap d'uns anys.
A final de segle xix el Banc de Reus tenia una posició sòlida pel que fa a la seguretat, però poc dinàmica, cosa que durà fins al 1919, quan Evarist Fàbregas i Eduard Recasens es queden la majoria de les accions del Banc.

### La fusió amb el Banc de Catalunya
El Banc de Catalunya neix el 1920 amb els reusencs Evarist Fàbregas i Eduard Recasens com a principals accionistes, que eren socis de l'empresa Fàbregas y Recasens S.R.C., empresa que ja posseïa una quantitat important d'accions del Banc de Reus, que controlava, i també del Banc de Tortosa i el banc Comercial de Tarragona. El Banc de Catalunya i els seus bancs associats van tenir una expansió espectacular durant els anys vint. El Banc va col·laborar amb el règim de Primo de Rivera en la creació del Banco de Crédito Local (1925) la CAMPSA (1927) i el Banco Exterior de España (1929).

### La fallida
La fallida de l'entitat va venir després de la sobtada retirada de tots els fons que CAMPSA tenia al banc, ordenada per Indalecio Prieto (llavors ministre d'Hisenda del govern provisional republicà), el 5 de juliol, quinze dies després de la redacció de l’Estatut de Núria, que proclamava Catalunya com un Estat dins de la República espanyola. El dipòsit ascendiria a uns 16 milions de pessetes, sobre un total de 110 milions de pessetes de dipòsits de tercers en el banc. Segons Francesc Cabana, els diners passaren directament a dipòsits del Banco de Vizcaya i del Banco de Bilbao.
El pànic dels clients i la manca de suport del Banc d'Espanya causà la suspensió de pagaments, tot i que mantingué una situació de supervivència fins al 1934, quan signa un acord amb el Banc Hispano Colonial, amb el qual es considera el banc reusenc en estat de liquidació. Seguirà amb el nom, però, fins al 1942, quan es fa efectiva la liquidació definitiva.

## L'edifici
L'Edifici del Banc de Reus està inclòs en l'Inventari del Patrimoni Arquitectònic de Catalunya. A partir de l'any 1950 hi havia hagut una sucursal del Banc Central, i al casal també se'l coneix amb aquest nom.